# Dostonbek Tursunov
Dostonbek Tursunov, född 13 juni 1995 i Oltiariq, är en uzbekisk fotbollsspelare.
Tursunov spelade 5 landskamper för det Uzbekiska landslaget.